# Thamnophilus caerulescens
Thamnophilus caerulescens е вид птица от семейство Thamnophilidae.

## Разпространение
Видът е разпространен в Аржентина, Боливия, Бразилия, Парагвай, Перу и Уругвай.